# Adriaan van der Hoop
Adriaan van der Hoop (ur. 28 kwietnia 1778 w Amsterdamie, zm. 17 marca 1854 tamże) – holenderski bankier, polityk i kolekcjoner dzieł sztuki. Pozostawił w spadku 250 obrazów, które trafiły do Rijksmuseum. Jego ojcem był prawnik, minister Joan Cornelis van der Hoop.